# Stjålne blikke
|  | Denne artikel er oprettet af botten PalnaBot ud fra en ekstern database. Den kan derfor have sproglige fejl eller mangler. Denne skabelon kan fjernes efter kontrol af indholdet. |

Stjålne blikke er en kortfilm instrueret af Knud Vesterskov efter manuskript af Morti Vizki.

## Handling
Morti Vizki's intense værker har formet stilen i denne video. Den handler om mænd, hvordan de forholder sig til deres eget køn. Det er et opgør med myterne om mænd, også med de myter mænd har lavet omkring sig selv. Videoen er bygget op om den specielle bøsse-æstetik, som altid har været anderledes end normen.